# Limnocythere staplini
Limnocythere staplini is een mosselkreeftjessoort uit de familie van de Limnocytheridae. De wetenschappelijke naam van de soort is voor het eerst geldig gepubliceerd in 1963 door Gutentag & Benson.